# Nina Kinert

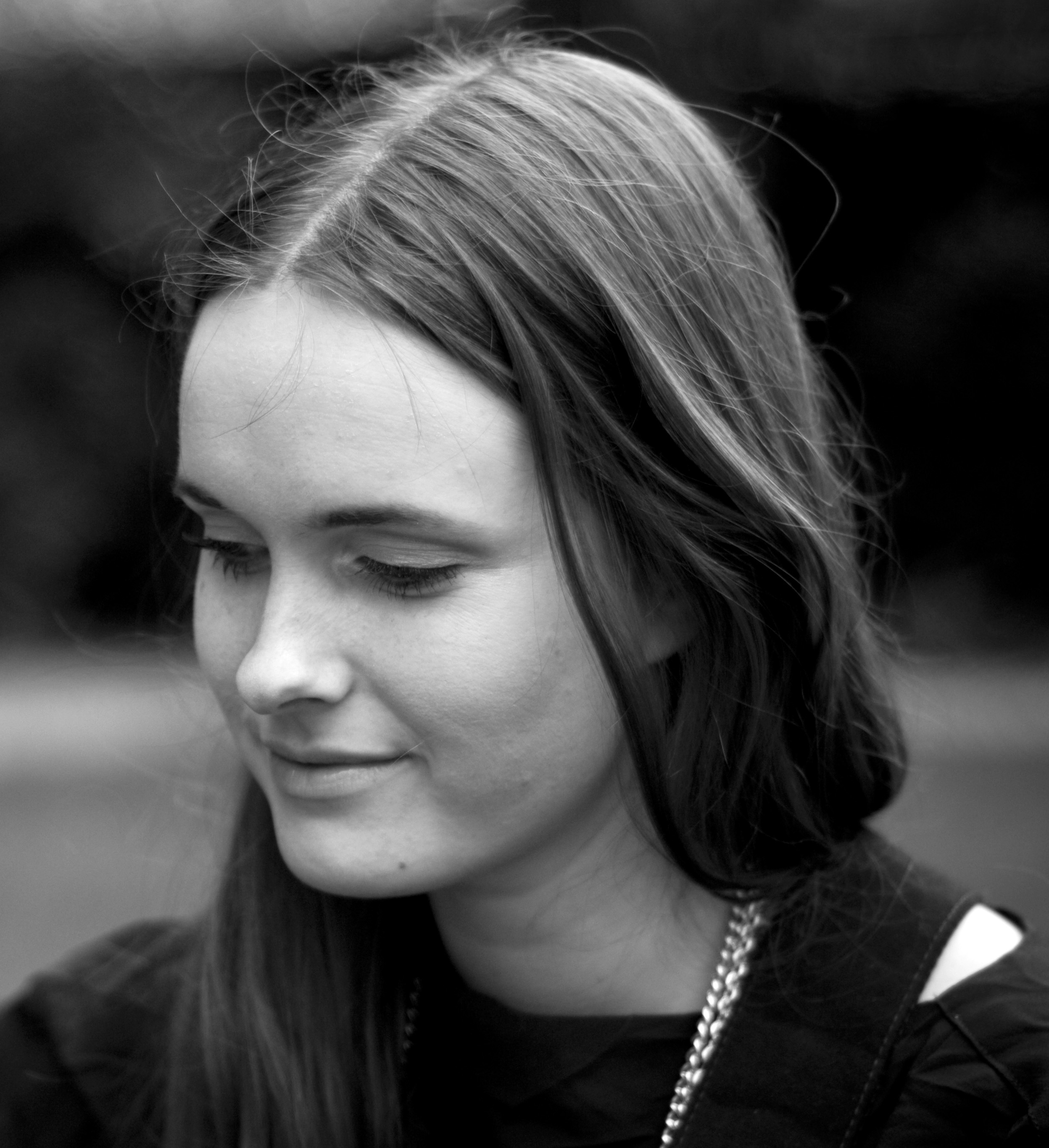
Nina Kinert (2009)

Nina Micaela Kinert (* 1983), zeitweise als Nina K auftretend, ist eine schwedische Sängerin aus Stockholm.

## Wirken
Unter dem großen Einfluss von Countrymusik begann sie, Texte zum Singen zu schreiben, und setzte ihren Weg zur Musikerin mit einem Gesangsstudium fort. Typisch für ihre Musik ist die Stilvielfalt von Folk über Pop zu Country und etwas Blues. Mit ihrem klaren Gesang der überwiegend ruhigen Musikstücke erschließt sie sich den Zugang zu den Hörern.
2004 brachte sie ihr erstes Album Heartbreaktown heraus, welches vorerst nur regional bekannt wurde, und 2005 Visitor. Das dritte Album Let there be love entstand in Zusammenarbeit mit dem in Schweden populären Love Olzen und seinem Bruder Simon Ryman. Es wurde in mehreren Ländern veröffentlicht, unter anderem auch in Deutschland.
Am 8. September 2006 begann sie eine kurze Tournee durch Norwegen mit der norwegischen Liedermacherin Ane Brun, für die sie seitdem auch auf Konzerten im europäischen Ausland im Vorprogramm auftritt.

## Diskografie

### Alben
- 2004: Heartbreaktown
- 2005: Visitor
- 2006: Let there be love
- 2008: Pets & Friends
- 2010: Red Leader Dream
- 2015: On Ice (als Nina K)
- 2018: Romantic
- 2023: Religious

### Gastauftritte
- 2007: Slope von Steve Jansen (Titel Playground Martyrs)
- 2012: Salton Sea von Tomas Barfod (Titel November Skies und Till We Die)
- 2014: Pulsing von Tomas Barfod (Titel Pulsing)